# بيروكسيكام
البيروكسيكام هو عنصر دوائي يستخدم لخصائصه المضادة للاٍلتهاب.

## الأسماء التجارية
Arantil, Brexidol, Brexin, Erazon, Exipan, Faxiden, Felden, Feldoral, Flamexin, Hawksone, Hotemin, Lubor, Mobilis, Pirox von ct, Proponol, Reumador, Remox, Roxam, Sinartrol, Toricam, Tracam, Ugesic, Veral, Vurdon.

## الاستخدامات الطبية
البروكسيكام هو من مضادات الالتهاب الا إسترودية (ليست من مشتقات الكورتيزون)ويستخدم في علاج :
1- الروماتويد
2- التهاب المفاصل
1. يستخدم كمسكن للآلام بعد العمليات الجراحية

## الأعراض الجانبية
بيروكسيكام يمكن أن يسبب تسمم للجهاز الهضمي، طنين، دوار، صداع، طفحية، حكة. أكثر الأعراض الجانبية شدة هي القرحة الهضمية، نزيف الجهاز الهضمي، وتفاعلات جلدية خطيرة منها متلازمة ستيفنس جونسون وانحلال البشرة السمي. وهناك حوالي 30٪ من جميع المرضى الذين يتلقون جرعات يومية من بيروكسيكام 20 ملغ تظهر عليهم الآثار الجانبية.
وفي حالات نادرة يمكن أن يسبب بيروكسيكام حساسية الجلد لضوء الشمس.

## موانع الاستخدام
موانع استخدام العلاج:
يمنع استخدامه في المرضى الذين أظهروا فرط الحساسية للعلاج أو لأي مكون آخر من مكوناته، أو للأسبرين أو للسليسايلات أو لمضادات الالتهاب غير الستيرويدية الأخرى، ويمنع استحدامه في المرضى المتوقع خضوعهم لعملية لقلب المفتوح (طعْمُ مَجازَةِ الشِّرْيانِ التَّاجِيّ).
كما يفضل تجنب العلاج في الحالات التالية:
- اضطرابات النزف
- قرحة معدية أو هضمية أو عفجية
- التهاب القولون المتقرح
- ذآب حمامي
- التهاب الفم
- أي مرض أو اعتلال في الجهاز الهضمي
- حمل (في الأشهر الأخيرة)

## الجرعات والأشكال الدوائية المتوفرة
الجرعة للبالغين تتراوح ما بين 20-40 مجم مرة واحدة يوميا أو تقسم الجرعة
يتوفر البيروكسيكام بأقراص عن طريق الفم أو عن طريق الحقن ويتوفر أيضا منه دهان موضعي حكة في المفاصل